# 공소예절
공소 예절(라틴어: Liturgia sine sacerdote, 영어:  Sunday Celebrations in the Absence of a Priest)은 로마 가톨릭교회 등 기독교에서 주일과 대축일에 사제가 없는 상황에서 경당이나 공소 등의 장소에서 공소 회장을 중심하여 평신도들끼리 거행할 수 있는 전례로서,  미사와 비슷하나 사제와 성체성사가 없는 전례이다. 공소 예절은 시작 예식, 말씀 전례, 찬미기도, 미사 성제에 합함 등으로 구성되어 있으며 주님의 기도로 끝맺는다.